# Band of Horses
Band of Horses (прежде — Horses; перевод с англ. «табун лошадей») — американская рок-группа, образованная в 2004 году мультиинструменталистом Беном Бридвеллом (прежде — участником Carissa’s Wierd) и исполняющая «корневой» инди-рок с элементами южного рока и альт-кантри. Второй и третий альбомы группы — Cease to Begin и Infinite Arms (#7) — вошли в Billboard 200. Band of Horses, образовавшиеся в Сиэтле, с 2009 года базируются в Южной Каролине.

## История группы
Поющий гитарист Бен Бридвелл (англ. Ben Bridwell) образовал Band of Horses в 2004 году после распада группы Carissa's Wierd, в составе которой он провёл предыдущие восемь лет, пригласив в новый коллектив бас-гитариста Криса Эрли (англ. Chris Early) и ударника Тима Мейнига (англ. Tim Meinig). Вскоре к ним присоединился вокалист и гитарист Мэт Брук (англ. Mat Brooke), также участник Carissa’s Wierd.

## Дискография

### Студийные альбомы
- 2006 — Everything All the Time[4]
- 2007 — Cease to Begin
- 2010 — Infinite Arms
- 2012 — Mirage Rock (18 сентября)[5]
- 2016 — Why Are You OK
- 2022 — Things Are Great

### EP
- 2005 — Band of Horses

### Синглы
- 2006 — «The Funeral»
- 2006 — «The Great Salt Lake»
- 2007 — «Is There a Ghost»
- 2008 — «No One’s Gonna Love You»
- 2010 — «Compliments»